# تیمچه نخچیان
تیمچه نخچیان مربوط به دوره صفوی است و در اصفهان، میدان نقش جهان، بازار گلشن، روبروی سرای گلشن واقع شده و این اثر در تاریخ ۱۲ تیر ۱۳۸۴ با شمارهٔ ثبت ۱۲۱۰۰ به‌عنوان یکی از آثار ملی ایران به ثبت رسیده است.